# Пристайлове
Приста́йлове (варіант назви — Приста́йлів) — село в Україні, у Лебединській міській громаді Сумського району Сумської області. Населення становить 663 особи. До 2020 орган місцевого самоврядування — Пристайлівська сільська рада.

## Географія

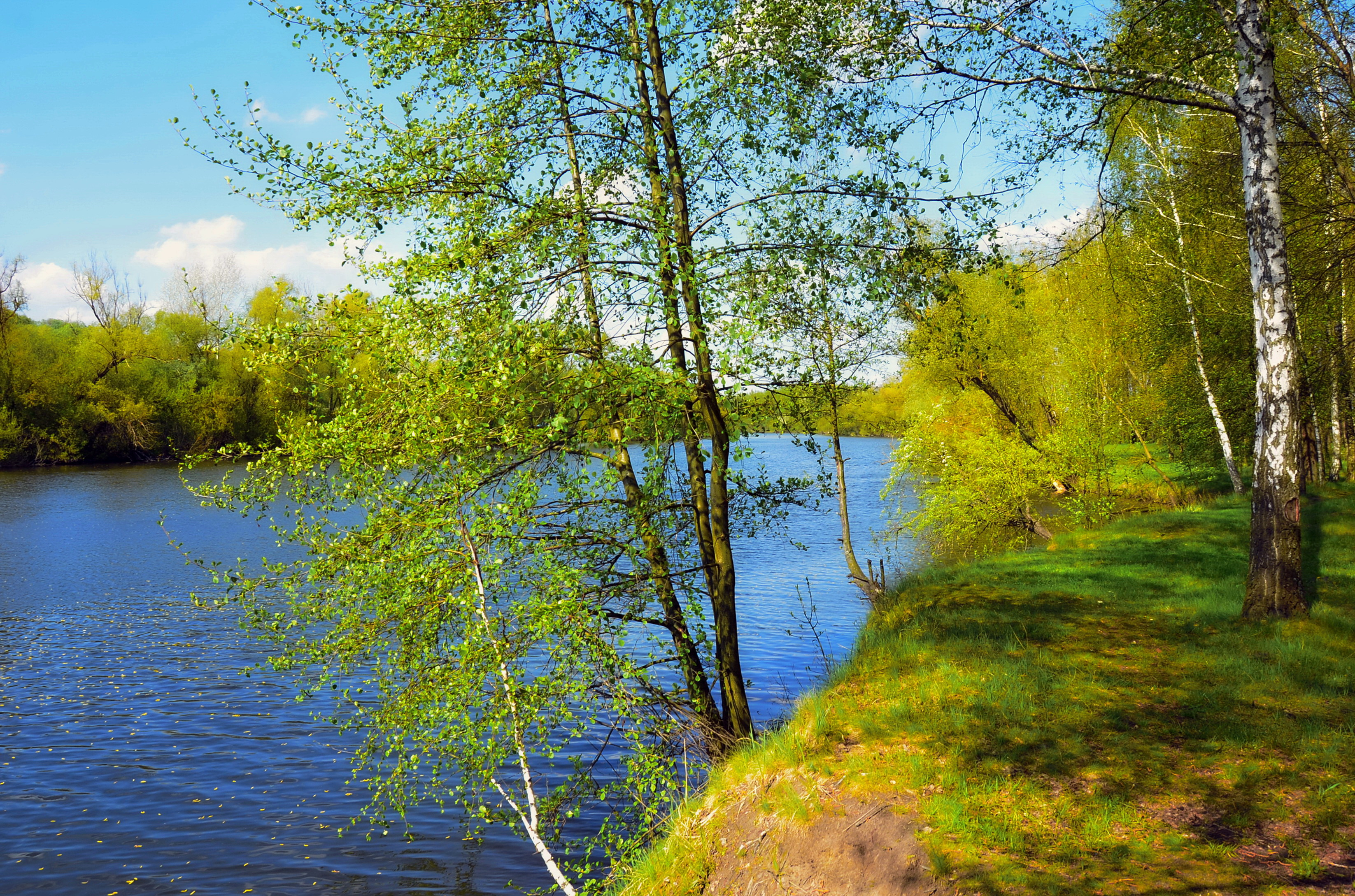
Річка Псел біля села Пристайлове

Село Пристайлове лежить на правому березі річки Псел, вище за течією на відстані 1,5 км розташоване село Гірки, нижче за течією на відстані 3,5 км розташоване село Боброве, на протилежному березі — село Барабашівка. Селом протікає пересихаючий струмок з загатою. Поруч проходить автомобільна дорога Т 1913.

## Історія
Село Пристайлове засновано в 50-х роках XVII століття.
До березня 1948 року воно мало дві назви, адже це було два окремих населених пункти — кожний зі своїм життям і історією. Північна частина села мала назву Пристайлове, а південна — Новотроїцьке.
Неподалік від села (поблизу колишнього хутора Новотроїцького) розташоване Новотроїцьке городище, сіверян (VIII—X ст.), у якому виявлені залишки більш як 50 будинків, приблизно 100 господарських та виробничих споруд, землеробські знаряддя, зброя, бронзові та срібні прикраси.
12 червня 2020 року, відповідно до Розпорядження Кабінету Міністрів України № 723-р «Про визначення адміністративних центрів та затвердження територій територіальних громад Сумської області» увійшло до складу Лебединської міської громади.
19 липня 2020 року, після ліквідації Лебединського району, село увійшло до Сумського району.

## Економіка
На території села діє ряд підприємств:
- Селянське (фермерське) господарство «Нива» Хріна Сергія Васильовича
- Госпрозрахунковий відокремлений підрозділ магазин № 14 Лебединського районного споживчого товариства
- КСП «Новотроїцьке»
- Сільськогосподарське товариство з обмеженою відповідальністю «Світанок»
- ТОВ агрофірма «Псільська»
- ТОВ агрофірма «Новотроїцька»
- ТОВ «Агротехніка-інвест»
- Селянське фермерське господарство «Норд-Ост»
- Фермерське господарство «Дрига-ЛП»

## Відомі люди
- Андрущенко Олександр Анатолійович (25 червня 1996 — 24 листопада 2022, с. Бахмутське Бахмутського району Донецької області) — український військовик, учасник російсько-української війни[3].
- Василь Довжик — український поет і прозаїк, перекладач, драматург; актор театру і кіно; ведучий літературних програм Національної радіокомпанії України.
- Лобода Михайло Васильович — український політик. Колишній народний депутат України. Президент Всеукраїнської асоціації фізіотерапевтів та курортологів (з 1987). Перший віце-президент Всесвітньої федерації водолікування і кліматолікування.
- Анатолій Сахно — український письменник.